# 심뇌
심뇌(沈鐳, 1527년 ~ ?)는 조선 중기의 척신이자 무신이다. 의정부 좌의정 심통원의 아들이고, 청릉부원군 영돈녕부사 심강, 관찰사 심전의 사촌이다. 명종비 인순왕후, 심의겸, 심충겸, 심우승의 5촌 당숙이다.

## 생애
남쪽 지방을 토벌하는 군사 속에 있으면서 종군하는 것을 괴롭게 여겼는데 병조 판서 정사룡(鄭士龍)이 사사로이 그의 아비 심통원(沈通源)의 청탁을 들어주어 4품의 직에 있는 사람을 계급을 뛰어 당상(堂上)인 첨사(僉使)에 의망(擬望)하였다. 1555년(명종 10년) 6월 정3품 당상관으로 특진, 화량 첨사(花梁僉使)가 되었으나 곧 사헌부로부터 출신한지 오래되지 않았고 경력도 없다는 이유로 탄핵받았으나 왕이 듣지 않았다. 그 뒤 사헌부가 여러번 탄핵하였으나 명종이 윤허하지 않았다.
1556년 11월 부경 통사로 가는 아버지 심통원을 따라 명나라에 다녀왔다. 이때 부경(赴京)할 적에 평안도 여러 고을에 폐단을 끼쳐 문제가 되었다. 그런데 이듬해 1월 귀국하는 길에 명나라에서 동지사(冬至使) 심통원과 서장관 박계현이 흠사(欽賜)받은 은단(銀緞) 등 물건을 분실하여 문제가 되었다. 1557년 5월 청홍도 수사(淸洪道水使)가 되었다. 1557년 9월 다시 청홍도 수군절도사에 제수되었고, 1560년 12월 평안도 병마절도사가 되었다. 1562년 평안도 절도사로 있을 때, 그해 3월 병으로 특별히 명종의 배려로 한성에 와서 진료를 받고 되돌아갔다.
1562년(명종 17년) 4월 오위도총부 부총관(副摠管), 1563년 8월 한성부 우윤(右尹), 1566년(명종 21년) 포도대장(捕盜大將)을 지냈다. 포도대장 재직 중 청릉수(淸陵守) 이수하(李壽賀)가 무뢰배를 거느린 가운데 창녀(娼女)를 끼고 멋대로 행동하다가 그 음투(淫妬)로 인하여 충의위(忠義衛) 이균(李鈞)을 찔러 죽이는 사건이 벌어졌고, 연이어 전의감(典醫監) 동구(洞口)에서는 도적이 사람을 살해하자 사헌부의 탄핵을 받고 군령으로 파직되었다. 그 뒤 복직하여, 돈녕부 도정(都正)이 되었으나 다시 파직되어 문외출송되었다.
1569년(선조 2년) 윤6월 서용의 명이 내려지자 사헌부가 맹렬히 반대하였으나 서용의 명이 내려졌다. 결국 사헌부의 탄핵으로 3일만인 윤6월 7일 서용이 취소되었다. 1581년(선조 15년) 복직하였으나 그해 6월 사헌부로부터 권신의 자제라는 이유로 계속 공격을 당했다.

## 가족 관계
- 고조부 : 심회 - 영의정
  - 증조부 : 심원 - 내자시 판관
    - 조부 : 심순문 - 증영의정
      - 숙부 : 심연원 - 영의정
        - 사촌 : 심강 - 명종의 국구, 영돈녕부사
          - 당질 : 인순왕후 - 명종비
          - 당질 : 심의겸 - 병조판서
          - 당질 : 심충겸 - 병조판서

      - 숙부 : 심달원 - 기묘명현, 통례원 좌통례
        - 사촌 : 심전 - 경기도 관찰사
          - 당질 : 심우승 - 경기도 관찰사

      - 숙부 : 심봉원 - 동지돈녕부사
        - 사촌 : 심건 - 증영의정
          - 당질 : 심희수 - 대제학(문형), 좌의정

      - 부 : 심통원 - 좌의정
      - 모 : 정경부인 전주 이씨
        - 부인 : 정부인 경주 이씨
          - 아들 : 심극명 - 의주부윤, 시·서·화 삼기 - 심화의 아들

        - 동생 : 심화(沈鏵) - 진사, 증이조참판
        - 제수 : 증 정부인 한산 이씨
          - 조카 : 심극명 - 의주부윤, 시·서·화 삼기 - 심뇌에게 입양됨
          - 조카 : 심종명 - 오위도총부 도사, 독전독운사(督戰督運使)
          - 조카 : 심언명 - 여주목사

## 참조
1. ↑  《명종실록》 10년(1555) 6월 21일 2번째 기사
2. ↑  《명종실록》 10년(1555) 6월 22일 2번째 기사
3. ↑  《명종실록》 12년(1557) 5월 11일 6번째 기사
4. ↑  《명종실록》 12년(1557) 9월 13일 3번째 기사
5. ↑  《명종실록》 15년(1560) 12월 29일 1번째 기사
6. ↑  《명종실록》 17년(1562) 3월 3일 1번째 기사
7. ↑  《명종실록》 17년(1562) 4월 3일 1번째 기사
8. ↑  《명종실록》 18년(1563) 8월 12일 2번째 기사
9. ↑  《명종실록》 21년(1566) 8월 29일 2번째 기사

## 같이 보기
- 심통원
- 심강
- 심의겸
- 심연원
- 인순왕후
- 심전
- 윤원형
- 이량
- 이기